# Levantinella
Levantinella es un género de foraminífero bentónico de la subfamilia Levantellininae, de la familia Mesoendothyridae, de la superfamilia Loftusioidea, del suborden Loftusiina y del orden Loftusiida. Su especie tipo es Levantinella egyptiensis. Su rango cronoestratigráfico abarca desde el Calloviense (Jurásico inferior) hasta el Kimmeridgiense (Jurásico superior).

## Discusión
Clasificaciones previas incluían Levantinella en el suborden Textulariina del orden Textulariida o en el orden Lituolida.

## Clasificación
Levantinella incluye a la siguiente especie:
- Levantinella egyptiensis †